# Calodromius bifasciatus
Calodromius bifasciatus är en skalbaggsart som först beskrevs av Pierre François Marie Auguste Dejean 1825.  Calodromius bifasciatus ingår i släktet Calodromius, och familjen jordlöpare. Arten förekommer tillfälligt i Sverige, men reproducerar sig inte.

## Bildgalleri

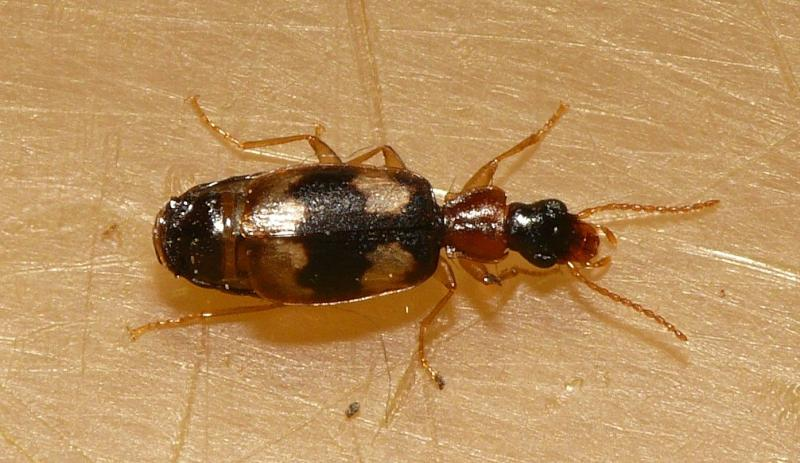